# Vladimír Darida
Vladimír Darida, né le 8 août 1990 à Plzeň en Tchécoslovaquie (auj. en Tchéquie), est un footballeur international tchèque. Il évolue à l'Aris Salonique, au poste de milieu de terrain.

## Carrière

### Débuts professionnels
Il fait sa première apparition en match officiel avec le Viktoria Plzeň le 24 avril 2010, à l'âge de 19 ans et demi, contre le Dynamo České Budějovice.

### SC Fribourg
Le 28 août 2013 Darida s'engage avec le SC Fribourg. Il joue son premier match sous ses nouvelles couleurs le 24 octobre 2013 lors d'une rencontre de Ligue Europa face au GD Estoril-Praia. Il se fait remarquer en ouvrant le score ce jour-là, marquant ainsi son premier but pour son premier match mais cela ne suffit pas à remporter la partie, Fribourg fait match nul (1-1). Trois jours plus tard il fait ses débuts en Bundesliga lors d'une défaite à domicile face au Hambourg SV (0-3).

### Hertha Berlin
Le 18 juillet 2015, il signe un contrat d'une durée de quatre ans au Hertha Berlin, les modalités du transfert ne sont pas connues. Il fait sa première apparition pour le Hertha le 10 août 2015 face à l'Arminia Bielfeld, en coupe d'Allemagne. Il est titulaire et se fait remarquer en inscrivant son premier but sous ses nouvelles couleurs. Le Hertha l'emporte par deux buts à un ce jour-là.

### Aris Salonique
Après sept ans et demi au Hertha Berlin, Vladimír Darida quitte le club pour rejoindre la Grèce et l'Aris Salonique en janvier 2023. Le transfert est annoncé dès le 14 décembre 2022.

### En sélection
Il honore sa première sélection en équipe nationale tchèque le 26 mai 2012 contre Israël, en remplaçant Petr Jiráček à la 65e minute.
Le 29 mai 2012, le sélectionneur Michal Bílek annonce que Vladimír est retenu dans la liste des 23 joueurs pour jouer l'Euro 2012.
Il est retenu par le sélectionneur Pavel Vrba dans la liste des 23 joueurs pour disputer l'Euro 2016.
En mai 2021 il est convoqué avec l'équipe nationale de Tchéquie, figurant dans la liste des 26 joueurs tchèques pour participer à l'Euro 2020. Il prend sa retraite internationale le 4 juillet 2021 après l’élimination de la Tchéquie face au Danemark en quart de finale de l'Euro 2020.

## Palmarès
Viktoria Plzeň :
- Championnat de Tchéquie :
  - Champion : 2011 et 2013

- Supercoupe de Tchéquie :
  - Vainqueur : 2011

## Statistiques détaillées

### En club
| Saison                | Club                  | Championnat           | Championnat | Championnat | Coupe(s) nationale(s) | Coupe(s) nationale(s) | Compétition(s) continentale(s) | Compétition(s) continentale(s) | Compétition(s) continentale(s) | Barrages | Barrages | Tchéquie | Tchéquie | Total | Total |
| Saison                | Club                  | Division              | M.          | B.          | M.                    | B.                    | Comp.                          | M.                             | B.                             | M.       | B.       | M.       | B.       | M.    | B.    |
| 2009-2010             | Viktoria Plzeň        | První Liga            | 3           | 0           | -                     | -                     | -                              | -                              | -                              | -        | -        | -        | -        | 3     | 0     |
| 2010-2011             | Viktoria Plzeň        | První Liga            | 1           | 0           | 1                     | 0                     | -                              | -                              | -                              | -        | -        | -        | -        | 2     | 0     |
| 2011-2012             | Viktoria Plzeň        | První Liga            | 22          | 4           | 3                     | 0                     | C1+C3                          | 4+2                            | 0+1                            | -        | -        | 3        | 0        | 34    | 5     |
| 2012-2013             | Viktoria Plzeň        | První Liga            | 29          | 6           | 4                     | 1                     | C3                             | 16                             | 3                              | -        | -        | 10       | 0        | 59    | 10    |
| 2013-2014             | Viktoria Plzeň        | První Liga            | 6           | 2           | 1                     | 0                     | C1                             | 6                              | 1                              | -        | -        | 1        | 0        | 14    | 3     |
| Sous-total            | Sous-total            | Sous-total            | 61          | 12          | 9                     | 0                     | -                              | 28                             | 5                              | 0        | 0        | 14       | 0        | 112   | 17    |
| 2010-2011             | Baník Sokolov (prêt)  | Druhá Liga            | 13          | 5           | -                     | -                     | -                              | -                              | -                              | -        | -        | -        | -        | 13    | 5     |
| Sous-total            | Sous-total            | Sous-total            | 13          | 5           | 0                     | 0                     | -                              | 0                              | 0                              | 0        | 0        | 0        | 0        | 13    | 5     |
| 2013-2014             | SC Fribourg           | Bundesliga            | 23          | 3           | 1                     | 0                     | C3                             | 3                              | 1                              | -        | -        | 3        | 0        | 30    | 4     |
| 2014-2015             | SC Fribourg           | Bundesliga            | 31          | 6           | 3                     | 1                     | -                              | -                              | -                              | -        | -        | 8        | 0        | 42    | 7     |
| Sous-total            | Sous-total            | Sous-total            | 54          | 9           | 4                     | 1                     | -                              | 3                              | 1                              | 0        | 0        | 11       | 0        | 72    | 11    |
| 2015-2016             | Hertha Berlin         | Bundesliga            | 31          | 5           | 4                     | 2                     | -                              | -                              | -                              | -        | -        | 14       | 1        | 49    | 8     |
| 2016-2017             | Hertha Berlin         | Bundesliga            | 25          | 2           | 2                     | 0                     | C3                             | 2                              | 0                              | -        | -        | 6        | 2        | 35    | 4     |
| 2017-2018             | Hertha Berlin         | Bundesliga            | 21          | 0           | 1                     | 0                     | C3                             | 2                              | 0                              | -        | -        | 7        | 1        | 31    | 1     |
| 2018-2019             | Hertha Berlin         | Bundesliga            | 10          | 0           | 1                     | 0                     | -                              | -                              | -                              | -        | -        | -        | -        | 11    | 0     |
| 2019-2020             | Hertha Berlin         | Bundesliga            | 28          | 3           | 2                     | 1                     | -                              | -                              | -                              | -        | -        | -        | -        | 30    | 4     |
| 2020-2021             | Hertha Berlin         | Bundesliga            | 27          | 1           | 1                     | 0                     | -                              | -                              | -                              | -        | -        | 1        | 0        | 29    | 1     |
| 2021-2022             | Hertha Berlin         | Bundesliga            | 25          | 2           | 3                     | 0                     | -                              | -                              | -                              | 1        | 0        | -        | -        | 29    | 2     |
| 2022-2023             | Hertha Berlin         | Bundesliga            | 3           | 0           | 1                     | 0                     | -                              | -                              | -                              | -        | -        | -        | -        | 4     | 0     |
| Sous-total            | Sous-total            | Sous-total            | 170         | 13          | 15                    | 3                     | -                              | 4                              | 0                              | 1        | 0        | 28       | 4        | 218   | 20    |
| 2022-2023             | Aris Salonique        | Super Liga            | -           | -           | -                     | -                     | -                              | -                              | -                              | -        | -        | -        | -        | 0     | 0     |
| Sous-total            | Sous-total            | Sous-total            | 0           | 0           | 0                     | 0                     | -                              | 0                              | 0                              | 0        | 0        | 0        | 0        | 0     | 0     |
| Total sur la carrière | Total sur la carrière | Total sur la carrière | 293         | 39          | 28                    | 5                     | -                              | 35                             | 6                              | 1        | 0        | 53       | 4        | 410   | 54    |